# Albert Wiegel
Albert Wiegel (* 7. Dezember 1869 in Ziegenhagen; † 22. Oktober 1943 in Kassel) war ein deutscher Glaskünstler des Historismus und der wilhelminischen Zeit. Er war spezialisiert auf die Herstellung von Glasgravuren und geschnittenen Glasporträts.

## Leben
Albert Wiegel wurde als Sohn des Glasfabrikleiters Johannes Wiegel und dessen Frau Albertine, geborene Vaupel, in der Glashütte bei Ziegenhagen geboren. Bereits im Alter von 12 Jahren begann er im väterlichen Betrieb mit einer Glasschneiderausbildung. 1884 ging er an die Fachschule nach Steinschönau, wo er bei Franz Ullmann ausgebildet wurde. 1886 wechselte er nach Wien, wo er seine handwerklichen Fähigkeiten bei Lobmeyer perfektionierte. Ende der 1880er Jahre kehrte er nach Hessen zurück und gründete in Kassel seine eigene Glasschneidewerkstatt.
Wiegel spezialisierte sich auf Hinterglasgravuren, die er mit Kupferrädchen und kleinen Meißeln ausführte. Neben diversen Glasgefäßen, wie Gläser und Pokale verzierte er auch dickere Glasplatten, die er aus der Cristalleries du Val-Saint-Lambert bezogen hat, mit Porträts und Brustbildern. Albert Wiegel erhielt auf der Weltausstellung 1895 in Amsterdam für seine Glasgravur des Porträts von Kaiser Friedrich III. das Goldene Ehrenkreuz. Emile Gallé, der Mitglied der Auswahljury war, bezeichnete Wiegel als „Aufgehenden Stern“, was zur Steigerung seiner Bekanntheit beigetragen hat.
In der Folge fertigte er zahlreiche Porträts von Persönlichkeiten des deutschen Kaiserreichs und von deutschen Künstlern, wie Richard Wagner und Johann Wolfgang von Goethe an. Dabei bearbeitete er die Rückseite der Glasobjekte in der Art, dass das Porträt wie ein Hochschnitt erscheint. Seine Hauptschaffensphase hatte Wiegel während der Zeit des Wilhelminismus.
Durch seine Bekanntschaft mit Rudolf Steiner wurde er von esoterischen und okkultistischen Ideen beeinflusst. Albert Wiegel starb bei dem Luftangriff auf Kassel am 22. Oktober 1943 durch einen Bombentreffer auf sein Wohnhaus in der Großen Rosenstrasse 21.

## Rezeption
Die gravierten Glasobjekte werden heute in zahlreichen Museen der Welt gezeigt, unter anderem im Deutschen Historischen Museum, im Corning Museum of Glass, im Kunstpalast Düsseldorf oder in den Staatlichen Museen zu Berlin.
Auf internationalen Kunstauktionen erreichen Glasobjekte von Albert Wiegel heute Preise von mehreren tausend Euro.

## Werke (Auswahl)
- Porträtpokale mit dem Brustbild von Friedrich III., Wilhelm I., Wilhelm II., 1888
- Porträtpokal mit Brustbild des Königs Georg V. von Hannover, Otto von Bismarck, König Albert von Sachsen, 1897
- Porträtpokal mit dem Brustbild von Victoria Luise, 1897
- Friedrich von Moltke, Glasblock, 1899
- Johann Wolfgang von Goethe, Glasblock,  1902
- Otto von Bismarck, Glasblock, 1910
- Richard Wagner, Glasblock, 1913
- Porträt Johannes Gutenberg
- Porträt Martin Luthers
- Bismarck-Pokal